# Resolução 60 do Conselho de Segurança das Nações Unidas
Resolução 60 do Conselho de Segurança das Nações Unidas, aprovada em 29 outubro de 1948, resolveu criar uma subcomissão constituída pelo Reino Unido, República da China, França, Bélgica e a República Socialista Soviética da Ucrânia em consideração a todas as alterações e revisões que tinham sido sugeridas para o segundo projeto de resolução revisto contido no documento S/1059/Rev.2 e preparar um projeto de resolução revisto em nome do Conselho.
Foi aprovada sem votação.